# Пампильон, Сантьяго
Сантья́го Пампильо́н (исп. Santiago Pampillón, 29 марта 1942, Мендоса — 12 сентября 1966, Кордова) — аргентинский студент и рабочий, убитый полицейскими в Кордове во время студенческих протестов. Ныне его имя является символом студенческого активизма для широкого круга левых и демократических студенческих организаций.
7 сентября 1966 года в Кордовском университете в ответ на призыв к забастовке проходит совет, где принимается решение о противостоянии полиции. Пять дней спустя на одном из таких протестов будет убит студент Сантьяго Пампильон, а другие участники демонстрации подвергнутся репрессиям.